# Вайт-Салмон (Вашингтон)
Вайт-Салмон (англ. White Salmon) — місто (англ. city) в США, в окрузі Клікітат штату Вашингтон. Населення — 2485 осіб (2020).

## Географія
Вайт-Салмон розташований за координатами 45°43′42″ пн. ш. 121°29′7″ зх. д. / 45.72833° пн. ш. 121.48528° зх. д. (45.728261, -121.485229).  За даними Бюро перепису населення США в 2010 році місто мало площу 3,16 км², уся площа — суходіл. В 2017 році площа становила 3,88 км², уся площа — суходіл.

### Клімат
| Клімат : Вайт-Салмон         | Клімат : Вайт-Салмон | Клімат : Вайт-Салмон | Клімат : Вайт-Салмон | Клімат : Вайт-Салмон | Клімат : Вайт-Салмон | Клімат : Вайт-Салмон | Клімат : Вайт-Салмон | Клімат : Вайт-Салмон | Клімат : Вайт-Салмон | Клімат : Вайт-Салмон | Клімат : Вайт-Салмон | Клімат : Вайт-Салмон | Клімат : Вайт-Салмон |
| Показник                     | Січ.                 | Лют.                 | Бер.                 | Квіт.                | Трав.                | Черв.                | Лип.                 | Серп.                | Вер.                 | Жовт.                | Лист.                | Груд.                | Рік                  |
| Абсолютний максимум, °C      | 17,2                 | 20,0                 | 27,2                 | 32,2                 | 38,9                 | 40,6                 | 41,7                 | 42,2                 | 37,8                 | 31,7                 | 20,6                 | 18,9                 | 42,2                 |
| Середній максимум, °C        | 5,6                  | 8,3                  | 12,8                 | 16,1                 | 20,6                 | 23,3                 | 27,8                 | 27,8                 | 24,4                 | 17,8                 | 10,0                 | 4,4                  | 16,6                 |
| Середній мінімум, °C         | −0,6                 | −0,6                 | 1,7                  | 3,9                  | 7,2                  | 10,6                 | 12,8                 | 12,2                 | 7,8                  | 3,3                  | 1,1                  | −1,1                 | 4,9                  |
| Абсолютний мінімум, °C       | −28,9                | −29,4                | −12,8                | −5                   | −3,3                 | 0,0                  | 2,8                  | 2,2                  | −3,3                 | −9,4                 | −20,6                | −23,3                | −29,4                |
| Норма опадів, мм             | 135                  | 103                  | 76                   | 45                   | 33                   | 22                   | 7                    | 8                    | 23                   | 58                   | 137                  | 150                  | 797                  |
| ---------------------------- | -------------------- | -------------------- | -------------------- | -------------------- | -------------------- | -------------------- | -------------------- | -------------------- | -------------------- | -------------------- | -------------------- | -------------------- | -------------------- |
| Джерело: The Weather Channel |                      |                      |                      |                      |                      |                      |                      |                      |                      |                      |                      |                      |                      |

## Демографія
Згідно з переписом 2010 року, у місті мешкали 2224 особи в 921 домогосподарстві у складі 559 родин. Густота населення становила 703 особи/км².  Було 1039 помешкань (329/км²).
Расовий склад населення:
| - 78,8 % — білих - 1,4 % — корінних американців - 0,9 % — азіатів - 0,3 % — чорних або афроамериканців - 14,7 % — осіб інших рас |

До двох чи більше рас належало 3,9 %. Частка іспаномовних становила 24,4 % від усіх жителів.
За віковим діапазоном населення розподілялося таким чином: 25,6 % — особи молодші 18 років, 58,6 % — особи у віці 18—64 років, 15,8 % — особи у віці 65 років та старші. Медіана віку мешканця становила 38,1 року. На 100 осіб жіночої статі у місті припадало 94,4 чоловіків;  на 100 жінок у віці від 18 років та старших — 93,1 чоловіків також старших 18 років.
Середній дохід на одне домашнє господарство  становив 53 416 доларів США (медіана — 47 426), а середній дохід на одну сім'ю — 67 826 доларів (медіана — 59 000). Медіана доходів становила 46 287 доларів для чоловіків та 30 618 доларів для жінок. За межею бідності перебувало 14,4 % осіб, у тому числі 33,8 % дітей у віці до 18 років та 2,0 % осіб у віці 65 років та старших.
Цивільне працевлаштоване населення становило 1003 особи. Основні галузі зайнятості: виробництво — 23,8 %, роздрібна торгівля — 14,0 %, науковці, спеціалісти, менеджери — 13,8 %.